# Runcinia escheri
Runcinia escheri es una especie de araña cangrejo del género Runcinia, familia Thomisidae. Fue descrita científicamente por Reimoser en 1934.

## Distribución
Esta especie se encuentra en Asia: India.

## Tratamiento taxonómico
La especie aparece registrada y publicada en Araneae aus Süd-Indien. Revue Suisse de Zoologie 41: 465–511.